# Can't Buy Me Love
"Can't Buy Me Love" é uma canção composta por Paul McCartney (creditada a Lennon/McCartney) e lançada pelos Beatles no álbum A Hard Day's Night, em 1964 e também como lado A de seu sexto single britânico, "Can't Buy Me Love/You Can't Do That." Em 2001, a cantora e compositora Rita Lee fez a versão brasileira "Tudo Por Amor" e foi lançado no mesmo ano no álbum Aqui, Ali, em Qualquer Lugar.